# میشل وانو
میشل وانو (انگلیسی: Michele Vano؛ زادهٔ ۵ اکتبر ۱۹۹۱) بازیکن فوتبال است.